# Kasbergets naturreservat
Kasbergets naturreservat är ett naturreservat i Norrtälje kommun i Stockholms län.
Området är naturskyddat sedan 2019 och är 25 hektar stort. Naturreservatet ligger på Rådmansö och består av stora gamla ädellövträd som ekar och lindar, samt av rikligt med hassellundar. 